# Велика Австралійська затока
Вели́ка Австралі́йська зато́ка (англ. Great Australian Bight) — затока Індійського океану біля південного узбережжя Австралії. Затока утворилася близько 50 мільйонів років тому, коли Гондвана розпалася і Антарктида відокремилася від Австралії.

## Опис
Довжина узбережжя становить 1160 км. Для берегової лінії Великої Австралійської затоки характерні берегові скелі (до 60 м заввишки), піщані пляжі та скелясті тераси. У бухту Вілсон впадає річка Денмарк. У східній частині затоки в сушу глибоко вдаються затоки Спенсер і Сент-Вінсент.
Рівнина Налларбор, яка лежить на північ від берегової лінії затоки, є колишнім морським дном, піднятим під час міоцену. Складена з вапняку, вона дуже плоска і має посушливий клімат, який характеризується мінімальною кількістю атмосферних опадів і високими літніми температурами. Рівнина не має поверхневого стоку, але має розвинену підземну карстову дренажну систему. На північ від Нулларбора лежить Велика пустеля Вікторія, яка має поверхневу систему стоку, але всі її тимчасові річки закінчуються в численних невеликих солоних озерах. Відсутність поверхневого стоку і поживних речовин на березі призводить до того, що навіть відносно мілководні ділянки Великої австралійської затоки, як правило, мають низький вміст поживних речовин і є оліготрофними, на відміну від багатьох інших континентальних шельфів. Цим обумовлена бідність флори і фауни вод затоки.
Європейці вперше дослідили затоку 1627 року, коли голландський мореплавець Франсуа Тіссен пропливав західним краєм затоки. Згодом берегову лінію затоки детально нанесла на карту англійська експедиція Метью Фліндерса у 1802 році, яка здійснила подорож навколо Австралії.

Межі Великої Австралійської затоки (червона лінія — межі затоки згідно з визначенням Міжнародної гідрографічної організації, зелена лінія — згідно з визначенням Австралійської гідрографічної служби).

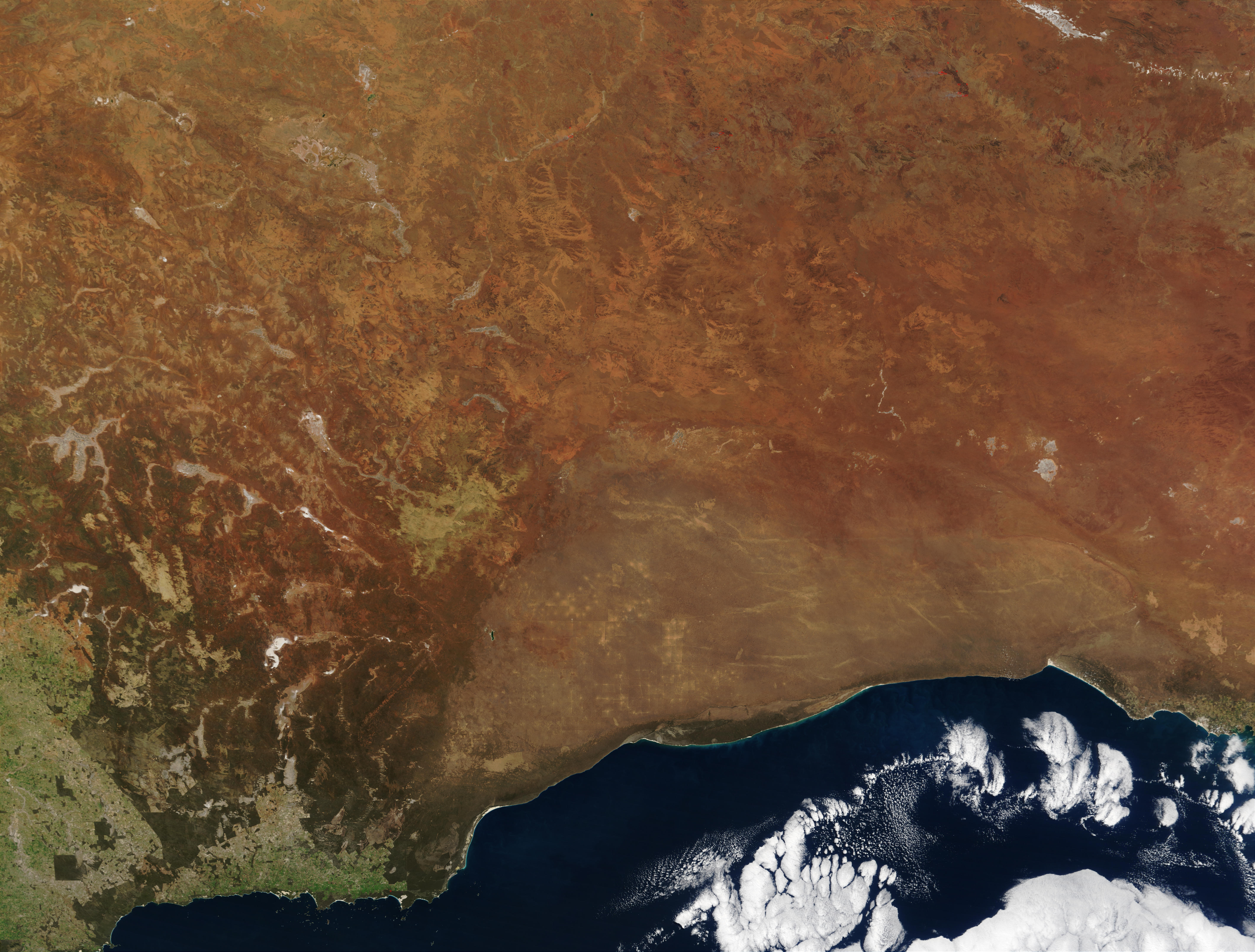
Велика Австралійська затока на південь від рівнини Налларбор. Фото НАСА

## Межі
Межі Великої Австралійської затоки різняться в різних джерелах.
Міжнародна гідрографічна організація визначає межі Великої Австралійської затоки у такий спосіб:
- На півночі. Південне узбережжя Австралії.
- На півдні. Лінія, що з'єднує мис Вест-Кейп-Хау 35°08′ пд. ш. 117°37′ сх. д. / 35.133° пд. ш. 117.617° сх. д. у Західній Австралії з мисом Саут-Вест-Кейп острова Тасманія.
- На сході. Лінія від мису Отвей (штат Вікторія) до острова Кінг і звідти до мису Грім (крайня північно-західна точка Тасманії).

Австралійська гідрографічна служба визначає затоку меншої площі — від мису Пейслі (Західна Австралія) до мису Карно (півострів Ейр, Південна Австралія), які розташовані на відстані 1160 км один від одного.

## Основні дані
Площа 484 тис. км².
Глибина затоки до 5080 м.
Припливи до 3,6 м.
Зручних бухт немає.
Найбільший порт — Аделаїда.
Острови: архіпелаг Решерш (острови Саут-Іст та інші) на заході затоки, архіпелаг Ньютс, острів Сент-Франсіс, острови Інвестігейтор (острів Фліндерс та інші) — на сході. За даними Міжнародної картографічної організації, найбільшим островом затоки є острів Кенгуру, але австралійська гідрографічна служба не включає острів до складу затоки.

## Клімат
Акваторія затоки лежить у субтропічному кліматичному поясі. У зимові місяці переважають тропічні повітряні маси, які зумовлюють ясну тиху теплу (або спекотну) погоду; в літні — помірні повітряні маси, які формують прохолодну дощову вітряну погоду. Наявні значні сезонні коливання температури повітря і кількості атмосферних опадів. На північному узбережжі, де відчутний вплив континенту, доволі спекотна зима й прохолодне літо.

## Господарське значення
Протягом багатьох років у водах затоки проводився лов риби (в основному австралійського тунця), вівся китобійний промисел і видобуток молюсків.
Дослідження в області нафти і газу були проведені в районі Великої Австралійської затоки у кінці 1960-х років. Цілий ряд нафтових компаній, включаючи BP і Chevron, представили свої проєкти щодо подальшого дослідження затоки. Ці пропозиції полягали в бурінні розвідувальних свердловин у південній частині затоки, починаючи з 2017 року. 11 жовтня 2016 року BP відмовилася від своїх планів щодо буріння свердловин.

## Галерея

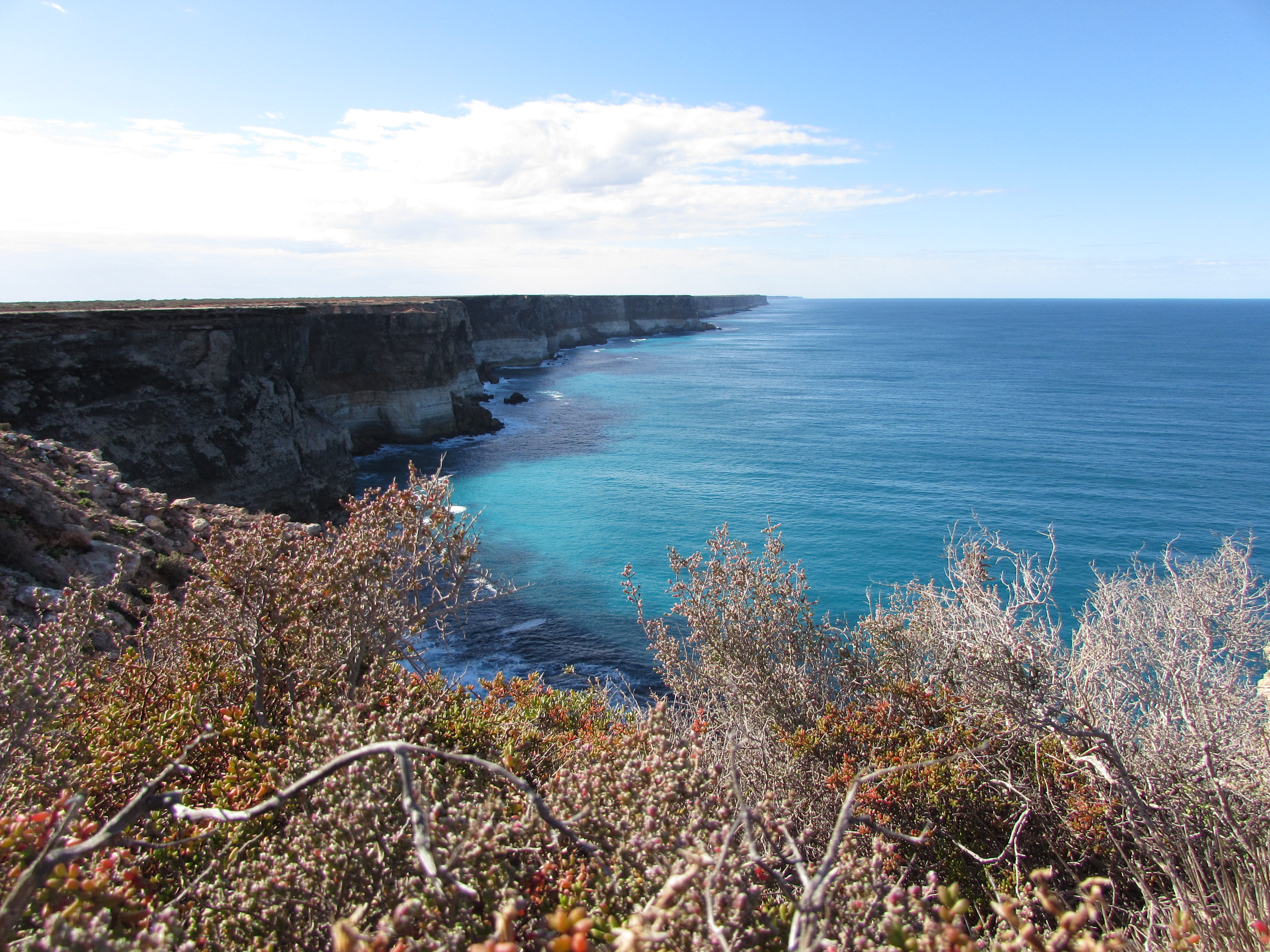
Велика Австралійська затока (2015 рік)
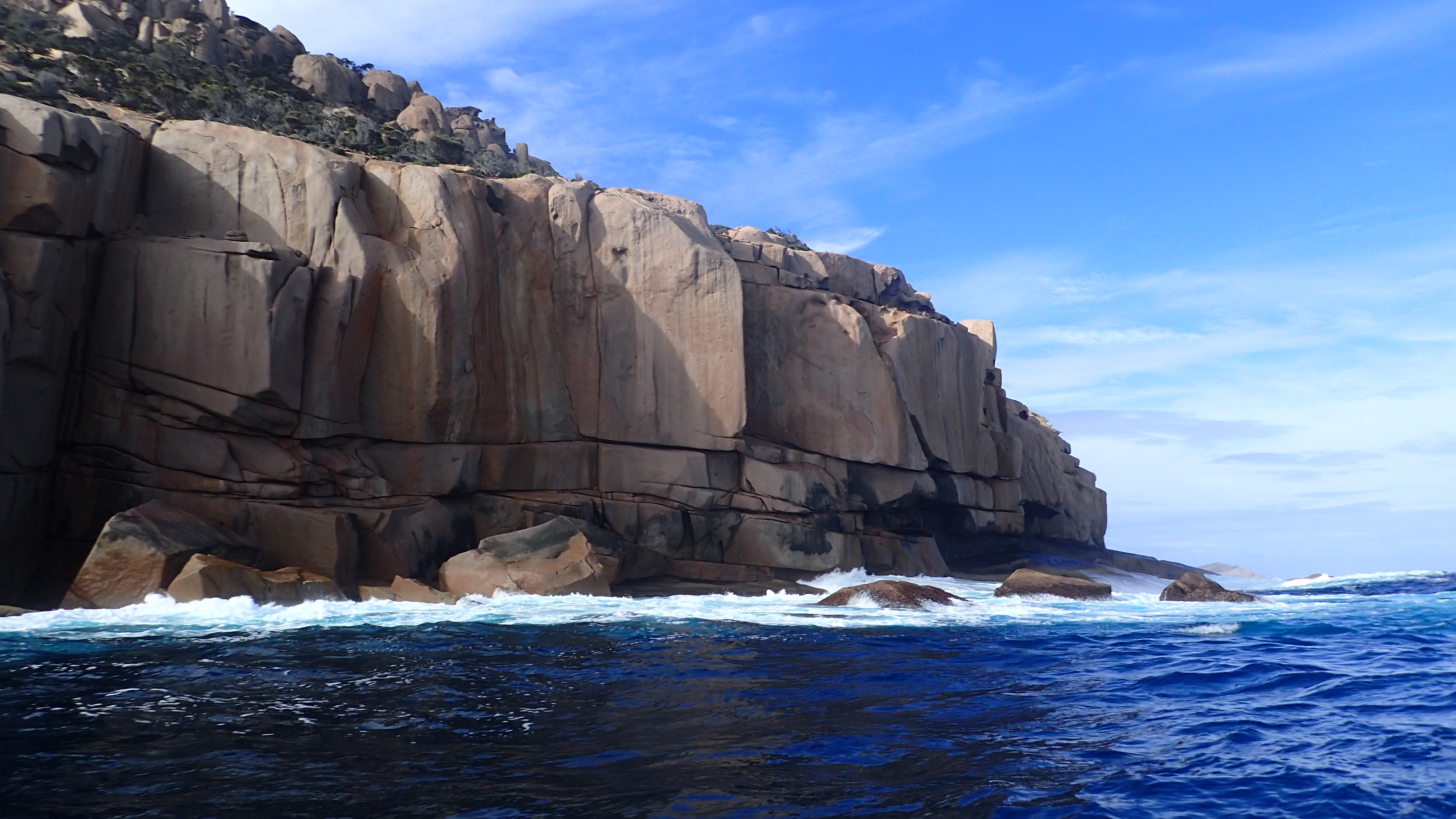
Острів Пірсон.
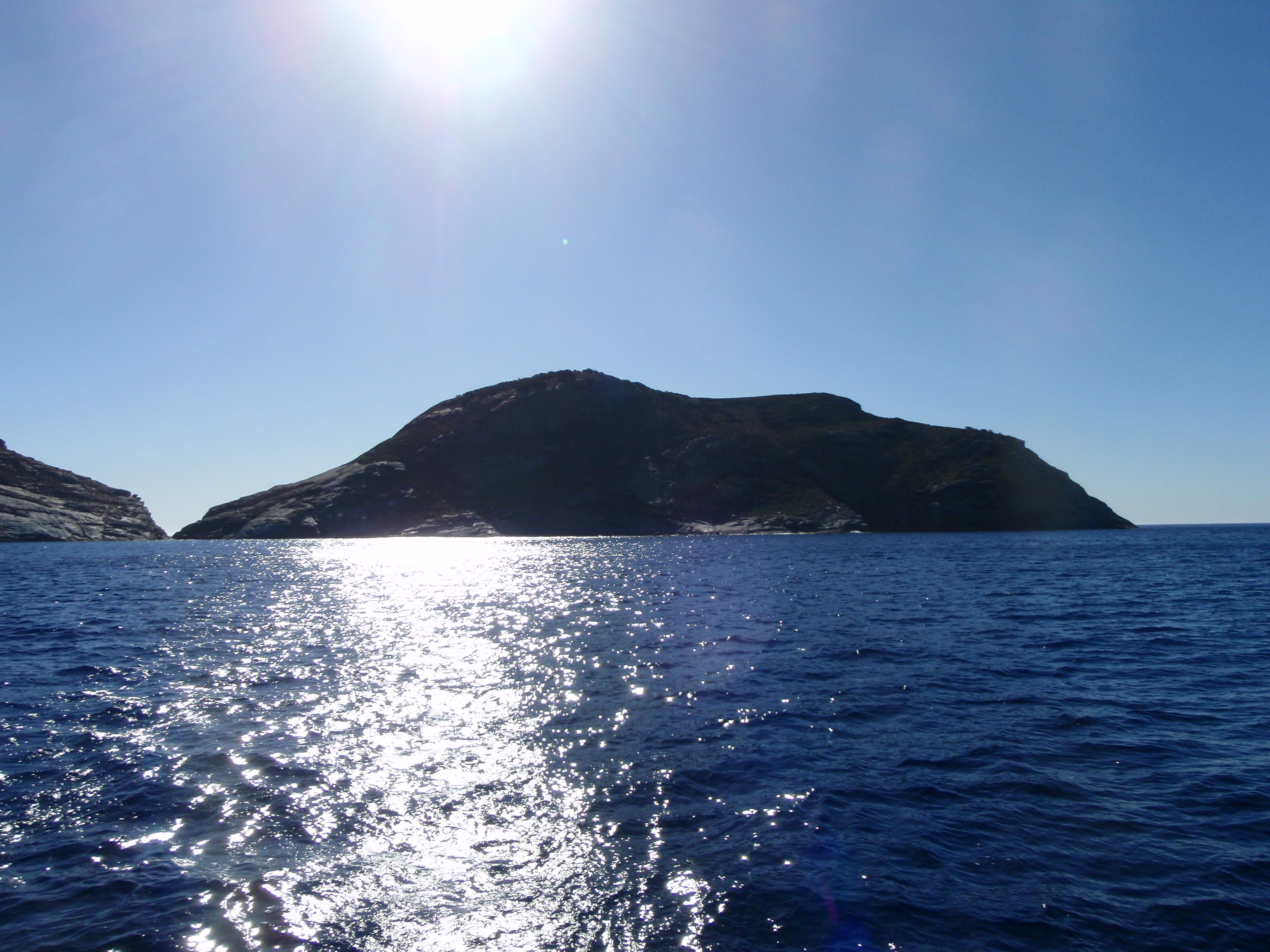
Острів Грінлі.
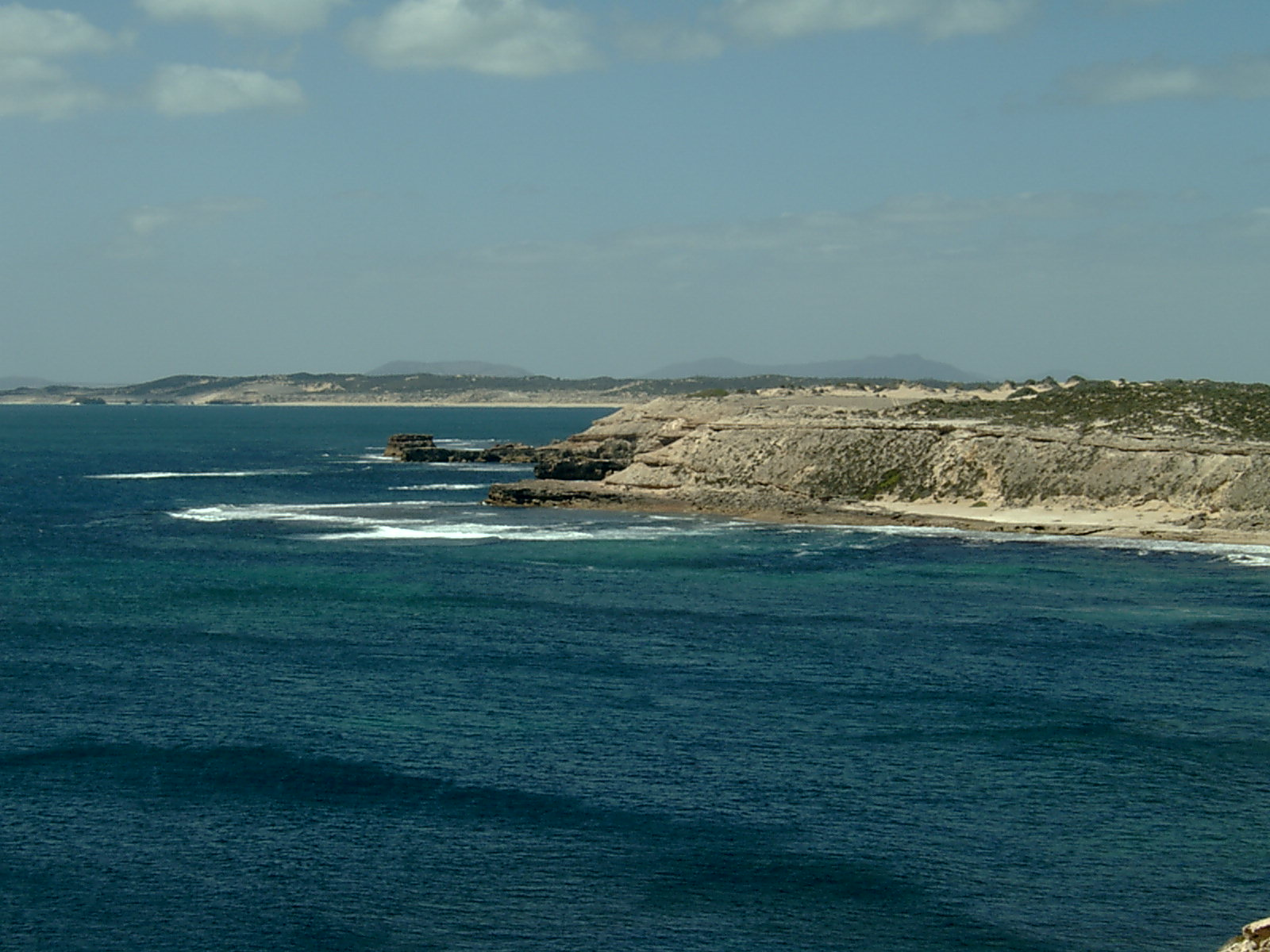
Національний парк Коффін-Бей.
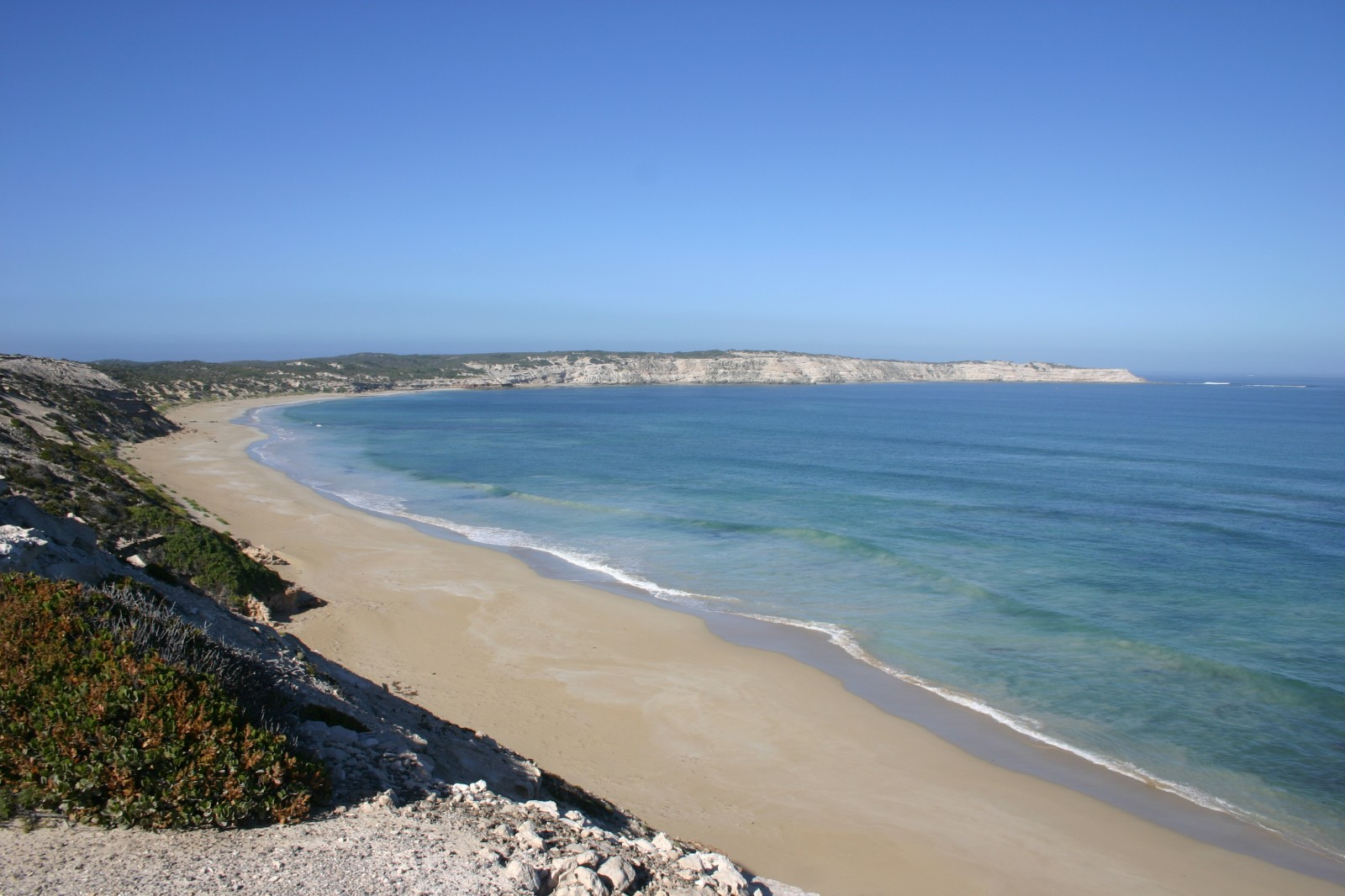
Пляж і вапнякові скелі у національному парку Коффін-Бей.
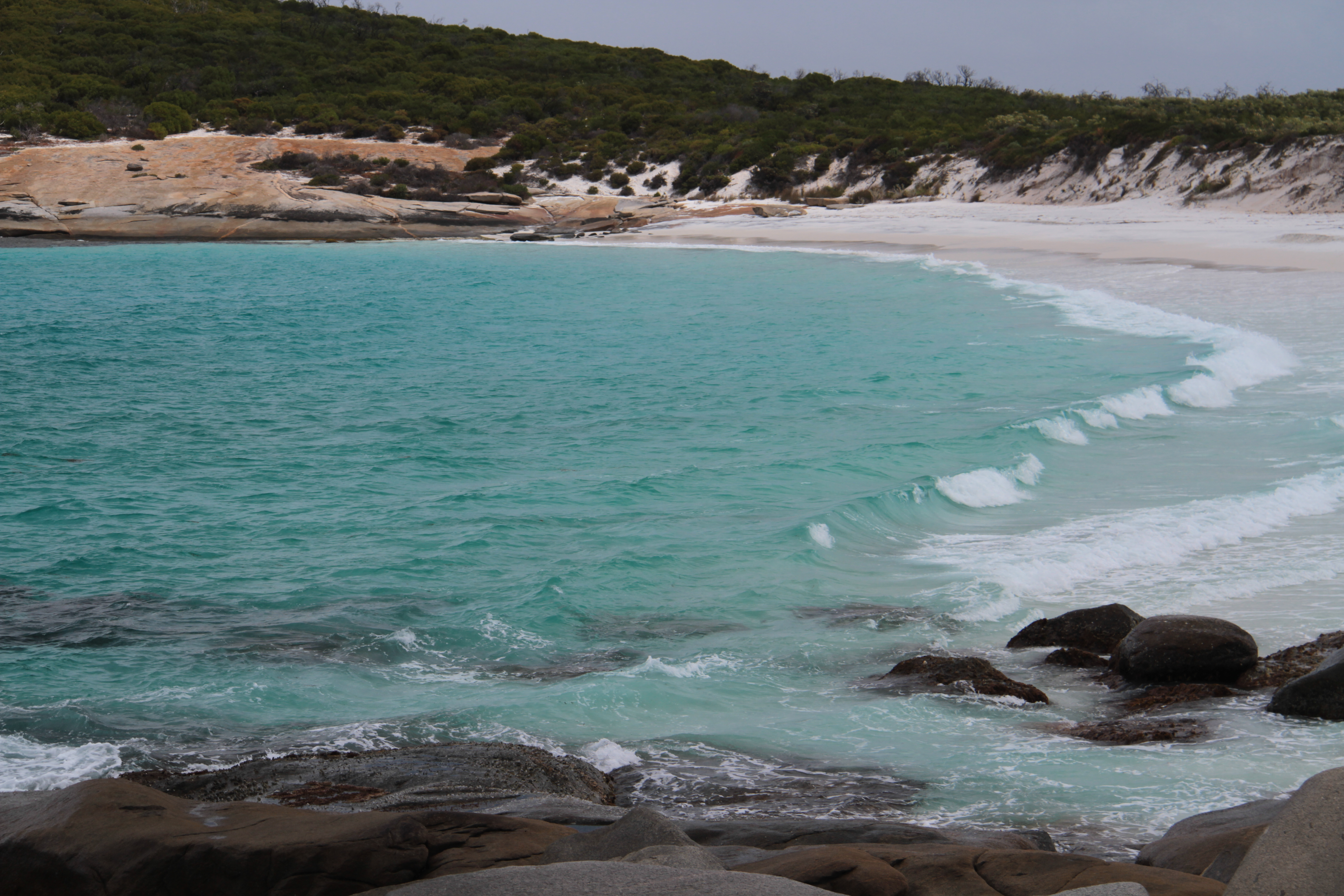
Національний парк Кейп-Арід.